# Derk van der Horst
Derk van der Horst (Deventer, 30 maart 1939 – Leiden, 13 juni 2022) was een Nederlands geschiedkundige.
Van der Horst was eerst verbonden aan de Universiteit Leiden en later (tot 2000) aan de Universiteit van Amsterdam. Aan laatstgenoemde gaf hij onder meer les in de geschiedenis van Engeland. Hij promoveerde in 1983 op een proefschrift over de Nederlandse staatsman Anton Reinhard Falck (1777-1843).
Hij overleed in 2022 op 83-jarige leeftijd.

## Boeken
- Overzicht van de Chinese geschiedenis, 1975[2]
- De eerste Nederlanders in China, 1976[3]
- Geschiedenis van China, 1977[4]
- Europa in de wereld: een geschiedenis vanaf 1815: historisch overzicht, 1984, met Herman Beliën en anderen[5]
- Van Republiek tot Koninkrijk. De vormende jaren van Anton Reinhard Falck 1777-1813, 1985 (bewerking van zijn dissertatie)[6]
- Nederlanders van het eerste uur: het ontstaan van het moderne Nederland 1780-1830, 1996, met Herman Beliën[7]
- Geschiedenis van Engeland, 2004[8]

- Gemeinsame Normdatei: 172143942
- International Standard Name Identifier: 0000 0000 2856 0975
- Library of Congress Control Number: n86104026
- Nationale Bibliotheek van Tsjechië: mub20251249522
- Nederlandse Thesaurus van Auteursnamen: 069363781
- Virtual International Authority File: 26088422
- WorldCat: E39PBJmhPjTR4H4mgBdJ4T9bh3